# Bascape
Bascapè – miejscowość i gmina we Włoszech, w regionie Lombardia, w prowincji Pawia, w odległości około 20 km na południowy wschód od Mediolanu i ok. 20 km na północny wschód od Pawii.
Według danych na rok 2010 gminę zamieszkuje 1777 osób, 136,69 os./km².
Bascapè graniczy z następującymi gminami: Carpiano, Casaletto Lodigiano, Caselle Lurani, Cerro al Lambro, Landriano, Torrevecchia Pia, Valera Fratta.